# Guásimas
Guásimas es un barrio ubicado en el municipio de Arroyo en el estado libre asociado de Puerto Rico. En el Censo de 2010 tenía una población de 4030 habitantes y una densidad poblacional de 1.607,43 personas por km².

## Geografía
Guásimas se encuentra ubicado en las coordenadas 17°58′34″N 66°4′1″O / 17.97611, -66.06694. Según la Oficina del Censo de los Estados Unidos, Guásimas tiene una superficie total de 2.51 km², de la cual 2.46 km² corresponden a tierra firme y (1.96%) 0.05 km² es agua.

## Demografía
Según el censo de 2010, había 4030 personas residiendo en Guásimas. La densidad de población era de 1.607,43 hab./km². De los 4030 habitantes, Guásimas estaba compuesto por el 62.85% blancos, el 25.04% eran afroamericanos, el 0.52% eran amerindios, el 0.4% eran asiáticos, el 8.68% eran de otras razas y el 2.51% pertenecían a dos o más razas. Del total de la población el 99.4% eran hispanos o latinos de cualquier raza.